# César de Paepe
César de Paepe (12 de julio de 1841 en Ostende, Bélgica - 19 de diciembre de 1890 en Cannes, Francia) fue un conocido dirigente socialista belga. Se graduó en medicina en la Universidad Libre de Bruselas.
A partir de la década de 1860 fue el principal teórico de su país. Influido por Proudhon y Colins, participó en los congresos de la Primera Internacional (1864) y, al escindirse ésta entre partidarios de Marx y seguidores de Bakunin, se unió a la Segunda Internacional organizada por los anarquistas. Sin embargo, luego evolucionó ahacia posiciones próximas al marxismo. En 1885, bajo su influencia, se organizó el Partido Socialista Belga.

## Obra
- Mémoire sur la propriété terrienne (1868)
- Essai sur l'organisation des services publics (1874)